# Calycomyza hyptidis
Calycomyza hyptidis este o specie de muște din genul Calycomyza, familia Agromyzidae, descrisă de Spencer în anul 1966.
Este endemică în Florida. Conform Catalogue of Life specia Calycomyza hyptidis nu are subspecii cunoscute.